# Nesselande

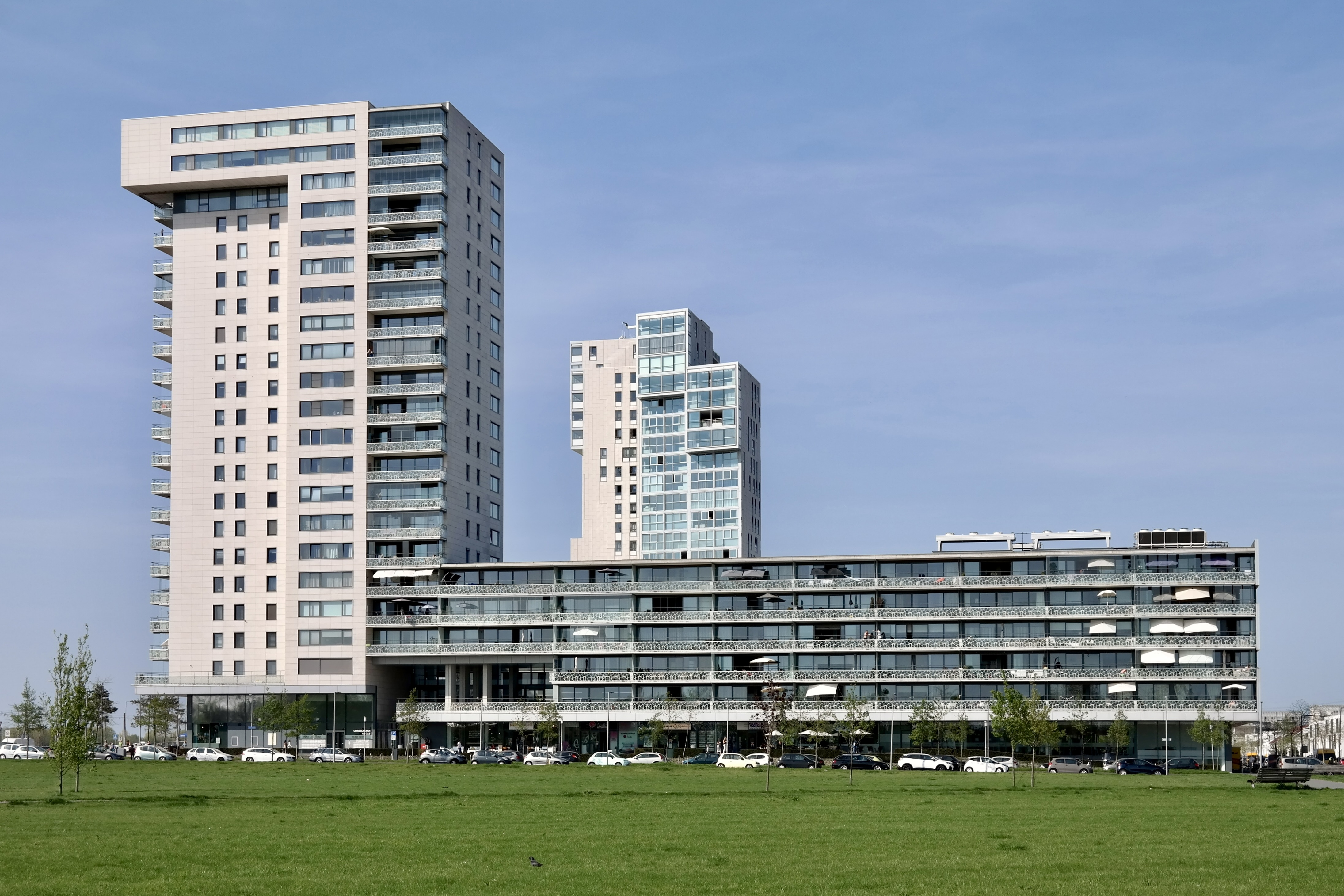
Miami en Barcelona Tower

Nesselande is een Vinex-wijk in het Rotterdamse stadsdeel Prins Alexander. De wijk wordt omsloten door de wijk Zevenkamp en de gemeente Zuidplas.

## Geschiedenis
In 1995 hebben de (toenmalige) gemeenten Nieuwerkerk aan den IJssel en Zevenhuizen-Moerkapelle grondgebied, waaronder de buurtschap Groeneweg, overdragen aan Rotterdam voor de ontwikkeling van een Vinex-locatie met de werknaam Achtkamp.
De bouw van de wijk, met de definitieve naam Nesselande, is gestart in 2000. In dat jaar heeft Rotterdam het geannexeerd, daarvoor was het gebied omringd door weilanden en behoorde het tot de gemeente Zevenhuizen.

## Voorzieningen
Enkele belangrijke voorzieningen in de wijk zijn:
- Een 800 meter lang strand met boulevard aan de vergrote Zevenhuizerplas. In 2016 is een waterskibaan op de Zevenhuizerplas gerealiseerd en geopend.
- Een woon- en winkelcomplex (Newport Nesselande) met 3 woontorens van 65 meter hoog, de deelprojecten Miami, Barcelona en Kopenhagen. Het winkelcentrum Boulevard Nesselande is op 20 november 2009 geopend.
- Een aansluiting op het metronetwerk van Rotterdam. Hiertoe werd de Calandlijn verlengd naar het in 2005 nieuwe metrostation Nesselande, dit werd in augustus 2005 geopend.
- Voor alle woningen en bedrijven in Nesselande is een glasvezelaansluiting beschikbaar.

De straatnamen in de wijk zijn onder andere afkomstig van kunstenaars (deelgebied Tuinstad), molenaars (deelgebied Waterwijk), modeontwerpers (deelgebied Haag en Park) en eilanden in de Middellandse Zee (deelgebied Badplaats).
Middenin de wijk ligt het Rietveldpark. Een langgerekt waterrijk park met eilanden en vijvers.

## Sport

### Volleybal
De wijk is ook de naamgever voor de volleybalteams van VC Nesselande uit Zevenhuizen. Het herenteam ORTEC Rotterdam.Nesselande is in 2004, 2005, 2006 en 2009 landskampioen geworden. Enkele dagen na het behalen van het kampioenschap in april 2009 is de Stichting Topvolleybal Rotterdam failliet verklaard.
Vanaf augustus 2009 neemt de Stichting Topvolleybal Nesselande met het herenteam Zadkine Rotterdam.Nesselande en het damesteam Cofely-Nesselande deel aan de eredivisie.

### Hockey
Hockeyclub OMHC is sinds 2010 in Nesselande gevestigd. Met bijna 1000 leden is dit de grootste sportclub van Nesselande.

## Bekende (ex-)bewoners
- Rebekka Kadijk, volleybalster en beachvolleybalster
- Marko Klok, volleyballer
- Leontien van Moorsel, wielrenster
- Quintis Ristie, presentator
- Denny Landzaat, voetballer
- Yvonne Keeley, zangeres
- Mourad Mghizrat, voetballer
- Ali El Khattabi, voetballer
- Pascal Bosschaart, voetballer
- Andwelé Slory, voetballer
- Wim Bubberman, voetballer
- Michael Zijlaard, wielrennen
- Winston Post, acteur
- Denise van Rijswijk, zangeres, danseres

## Cultuur
- Culinesse is een jaarlijks terugkerend festival op het strand aan het eind van de zomervakantie met bekende artiesten